# Hetaerina caja
Hetaerina caja là loài chuồn chuồn trong họ Calopterygidae. Loài này được Drury mô tả khoa học đầu tiên năm 1773.